# Serier på Disney Channel
Dette er en liste over Disney Channels original serier. Serier som aldrig er blevet vist på Disney Channel Scandinavia er markerede med et *. Serierne er også vist med de årtal hvor de blev produceret.

## Disney Channel Serier
Her er serierne som blev vist fra 1983 til 1998. Ingen af disse serier har nogensinde været vist en Disney-kanal i Danmark, derfor er ingen titel oversat til dansk.

### 1983
- Good Morning, Mickey! (1983)*
- Welcome to Pooh Corner (1983-1987)*
- Contraption (1983)
- Donald Duck Presents (1983)*

### 1984
- D-TV (1984-1999) *

### 1985
- Dumbo's Circus (1985-1989) *

### 1986
- Kids Incorporated (1986-1993) *

### 1988
- Good Morning, Miss Bliss (1988-1989) *

### 1989
- Mickey Mouse Club (1989-1996) *

### 1997
- Flash Forward (1997-1999)*

## Disney Channel Original Serier

### 1998
- The Famous Jett Jackson (1998-2001) *
- Bug Juice (1998-2001) *

### 1999
- So Weird (1999-2001) *
- The Jersey (1999-2003) *

### 2000
- Even Stevens (2000-2003) *
- In a Heartbeat (2000-2001) *
- Totally Circus (2000) *

### 2001
- Lizzie McGuire (2001-2004) * (vises på Jetix)
- The Proud Family (2001-2005) *
- Totally Hoops (2001) *

### 2002
- Kim Possible (2002-2007)
- Totally in Tune (2002) *

### 2003
- That's So Raven (2003-2007)
- Lilo & Stitch: Serien (2003-2006)

### 2004
- Barbaren Dave (2004-2005)
- Phil fra fremtiden (2004-2006)
- Brandy og Hr. Vimse (2004-2006)

### 2005
- Den amerikanske drage: Jake Long (2005-2007)
- Zack og Codys Søde Hotelliv (2005-2008)
- Det Summer om Maggie (2005-2006)

### 2006
- Kejserens nye skole (2006-2008)
- Hannah Montana (2006-2011)
- Substitutterne (2006-2009)

### 2007
- Cory i Det Hvide Hus (2007-2008)
- Magi på Waverly Place (2007-2012)

### 2008
- Phineas og Ferb (2008→)
- J.O.N.A.S
- Det Søde Liv til Søs

## 2010
- Jake and Blake
- Shake It Up
- Held og lykke, Charlie!

## 2011
- A.N.T. - Accelerert NaturTalent
- Austin & Ally

## 2012
- Jessie (tv-serie)
- Dog with A Blog